# Diaspis flava
Diaspis flava är en insektsart som beskrevs av Hempel 1919. Diaspis flava ingår i släktet Diaspis och familjen pansarsköldlöss. Inga underarter finns listade i Catalogue of Life.